# Jon Preston
Jon Paul Preston (Dunedin, 15 novembre 1967) è un ex rugbista a 15, allenatore di rugby a 15 e commentatore televisivo neozelandese, già mediano di mischia di Canterbury e Wellington e, come professionista, dei Wellington Hurricanes in Super 12 e del Bath in English Premiership, nonché 17 volte internazionale per gli All Blacks.

## Biografia
Nativo di Dunedin, nella regione di Otago, Preston crebbe a Christchurch e rappresentò a livello provinciale Canterbury, nella cui squadra fu reclutato nel 1988 e in cui rimase fino al 1993.
Nel 1993 si trasferì nella capitale neozelandese presso la provincia di Wellington, della quale, oltre che giocatore dilettante, fu dipendente stipendiato come impiegato amministrativo.
Senza presenze internazionali alle spalle a livello maggiore, fu incluso dal C.T. degli All Blacks John Hart nella rosa che prese parte alla Coppa del Mondo di rugby 1991 in Inghilterra, nel corso della quale debuttò a Gloucester contro gli Stati Uniti; nei successivi sei anni fu impiegato saltuariamente, ma grazie alla sua precisione nei calci piazzati fu decisivo nel terzo e decisivo incontro del tour del 1996 in Sudafrica a Pretoria: grazie ai suoi punti dalla piazzola, infatti, la Nuova Zelanda vinse la sua prima serie in assoluto sul terreno degli Springbok .
Nel 1996 divenne professionista e fu messo sotto contratto dalla neoistituita franchise dei Wellington Hurricanes in Super 12; per tale club disputò in tre stagioni, fino al 1998, 25 incontri mettendo a segno 300 punti.
Nel 1998 firmò un contratto biennale in Inghilterra per la squadra di Premiership del Bath; il contratto fu rinnovato fino al 2001, quando Preston chiuse l'attività agonistica e tornò in Nuova Zelanda per intraprendere la carriera di commentatore sportivo per Sky.
Vanta anche un invito nei Barbarians nel 2000, schierato contro un XV della Scozia.
Nel 2012 ha accettato l'offerta di Jamie Joseph, allenatore degli Hurricanes, di averlo al suo fianco come assistente tecnico della franchise a partire dal Super Rugby 2013; per Preston si tratta del suo primo incarico da allenatore professionista.